# Paràlisi
Una paràlisi és una pèrdua de la mobilitat d'un múscul o d'un grup de músculs, produïda generalment per una lesió o alteració patològica del còrtex cerebral motor i les seves vies piramidals eferents, de les neurones de les banyes anteriors de la medul·la espinal, dels nervis cranials o dels nervis espinals. A la pèrdua de mobilitat parcial s'anomena parèsia.
Segons la distribució topogràfica de les paràlisis, en el tronc i extremitats, hom distingeix la tetraplegia, l'hemiplegia, la paraplegia i la monoplegia.
Una paràlisi ascendent és una variació de la paràlisi en què es presenta en les extremitats inferiors abans de les superiors. Pot ser causada per la síndrome de Guillain-Barré o la paràlisi per paparres. Aquestes contrasten amb la "paràlisi descendent", que es produeix en malalties com el botulisme.

## Etiologia
Les principals causes són:
- Freqüents: ictus, traumes, tumors.
- Rares: tòxiques (alcohol), metabòliques (diabetis), infeccioses.
- Infreqüents: esclerosi lateral amiotròfica (ELA), botulisme, espina bífida, esclerosi múltiple, síndrome de Guillain-Barré, poliomielitis, algunes miopaties metabòliques.